# Potkozarje
Potkozarje (bis 1992 Ivanjska) ist ein Ort und das umliegende Gebiet im Norden von Bosnien und Herzegowina. Es erstreckt sich am Südhang des Kozara-Gebirges und gehört seit dem Bosnienkrieg zur Republika Srpska. Potkozarje bedeutet aus den serbokroatischen Sprachen übersetzt unter der Kozara. Die Bezeichnung Ivanjska bedeutet "der Ort von Ivan".

## Lage
Potkozarje liegt dem Namen entsprechend am Gebirge Kozara. Es zieht sich vom muslimischen Dorf Kozarac bis in den Süden zu den Vororten der Stadt Banja Luka, der Hauptstadt der Republika Srpska. Das Gebiet von Potkozarje ist hauptsächlich hügelig.
Die Hauptstraße M2 von Banja Luka nach Prijedor führt durch das Gebiet von Potkozarje. Größere Siedlungen in der Region sind: Potkozarje (Ortschaft), Omarska, Lamovita und Mišin Han.

## Wirtschaft
Die Wirtschaft von Potkozarje wird von der Landwirtschaft dominiert. Viele Bewohner sind Selbstversorger und haben viele eigene landwirtschaftliche Anbauflächen. In Potkozarje befindet sich die größte Apfelplantage der Region, in der viele Anwohner angestellt sind, sowie ein Pilz-Zuchtbetrieb, der die Produkte hauptsächlich exportiert. Zudem finden sich viele Klein- und Kleinstbetriebe des täglichen Bedarfs.

## Verkehr
Potkozarje wird von der Magistralstraße M4 erschlossen und hat einen Bahnhof an der Bahnstrecke Banja Luka–Dobrljin.

## Sehenswürdigkeiten
Einige Kilometer westlich von Potkozarje befindet sich ein Denkmal für die gefallenen Widerstandskämpfer im Zweiten Weltkrieg, die durch kroatische Nazi-Divisionen hingerichtet wurden. Des Weiteren gibt es in Potkozarje eine alte serbisch-orthodoxe Kirche, die vor über 300 Jahren erbaut wurde und 2009 renoviert wurde. Nennenswert ist auch die dabei erbaute Denktafel an gefallenen Serben, die in den 90er Jahren im Krieg gegen die bosnischen Muslimen fielen.
Zu den Sehenswürdigkeiten können auch die umliegenden Wälder und die unberührte Natur gezählt werden, die zum Verweilen und Erkunden einladen. Jährlich wird am 1. Mai ein Marsch durch die Waldwege zum größten Gipfel der Kozara organisiert, an dem es sich lohnt teilzunehmen.

## Bevölkerungsgruppen 1991
| Bevölkerungsgruppe | Prozent an der Bevölkerung |
| ------------------ | -------------------------- |
| Kroaten            | 3.306 (72,23 %)            |
| Serben             | 1.095 (23,92 %)            |
| Slawische Muslime  | 6 (0,13 %)                 |

## Söhne und Töchter des Ortes
- Milorad Karalić (* 1946), jugoslawisch-serbischer Handballspieler, Olympiasieger 1972, Minister für Sport und Jugend in Serbien von 1998 bis 2001